# Wasserschöpp bei Unter-Hambach
Die Wasserschöpp bei Unter-Hambach ist ein Naturschutzgebiet im Ortsteil Unter-Hambach in der Stadt Heppenheim im hessischen Landkreis Bergstraße.

## Lage
Das Naturschutzgebiet Wasserschöpp bei Unter-Hambach befindet gegenüber des Osthangs des Hübenerbergs (248,6 m) östlich von Unter-Hambach, auf einem der Hänge eines westwärts streichenden Rückens des Lindensteins (454,9 m) im Krehberg-Odenwald. Das Schutzgebiet gehört zum Naturraum Mittlere Bergstraße, der dem Odenwald vorgelagert ist, und damit, obwohl schon über 200 Meter hoch gelegen, noch zum Nördlichen Oberrheintiefland.
Das NSG ist Teil des FFH-Gebiets Drosselberg/Hambach mit angrenzenden Flächen und des Geo-Naturparks Bergstraße-Odenwald.

## Naturschutzgebiet
Die Wasserschöpp bei Unter-Hambach mit einer Größe von etwa 3 Hektar wurden 1989 unter Schutz gestellt. Zweck ist die Erhaltung von Pflanzenarten der thermophilen Saum- und Halbtrockenrasen-Gesellschaften. Bereits 1987 wurde das Gebiet einstweilig für das künftige NSG gesichert, 1993 wurden die Gebietsgrenzen formal in einer Verordnung neu gefasst.
Bei dem Schutzgebiet handelt es sich um einen nach Osten und Süden ausgerichteten Hang mit Halbtrockenrasen und mageren Flachland-Mähwiesen, mit einigen schmalen Heckenzügen und einem Teil des Waldrands. In Zukunft sollen die Flächen extensiv gemäht werden und die Gehölze zur besseren Besonnung der Wiesen regelmäßig auf den Stock gesetzt werden. Am Hohlweg unterhalb der Offenflächen wurden Zwergfledermaus und der große Abendsegler detektiert.
Zum Schutzgebiet gehören die nach Norden und Osten angrenzenden Waldflächen, in denen die natürlichen, arten- und strukturreichen Waldgesellschaften erhalten werden.

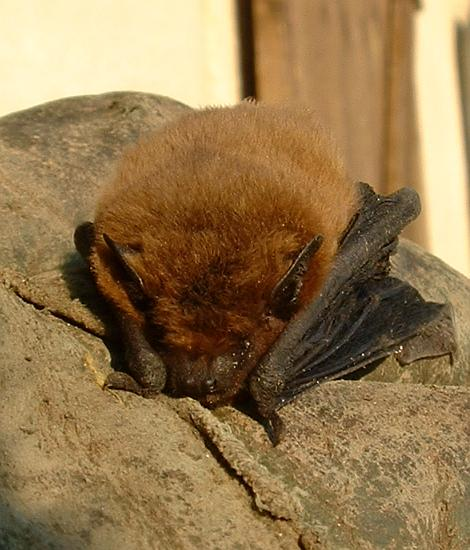
Zwergfledermaus
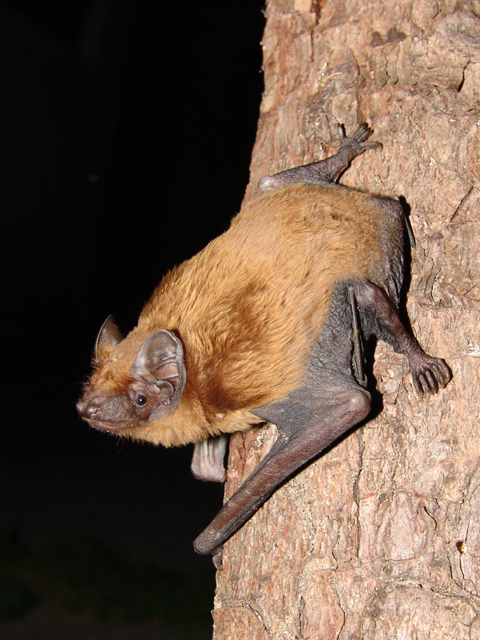
Großer Abendsegler